# Rose Ausländer
Rose Ausländer, född 11 maj 1901 i Czernowitz, Österrike-Ungern (numera Ukraina), död 3 januari 1988 i Düsseldorf, var en från Bukowina stammande tysk- och engelskspråkig poet. Hon bodde i Österrike-Ungern, Rumänien, USA, Österrike och Tyskland.

## På svenska
- Drömmen har öppna ögon: valda dikter (i översättning av Lars-Inge Nilsson [m.fl.], Ellerström, 1999)